# Miasta Gwinei

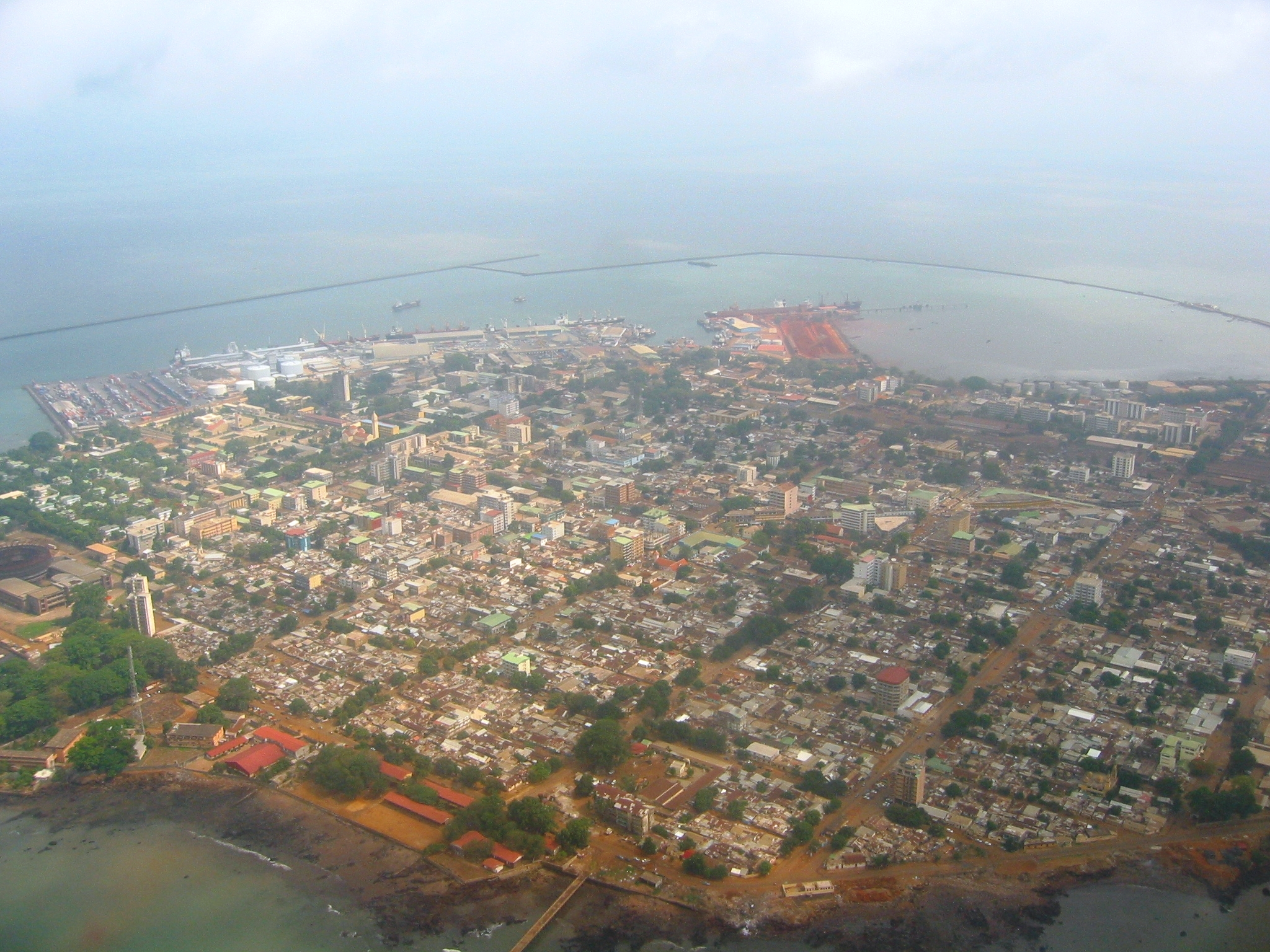
Konakry, stolica Gwinei

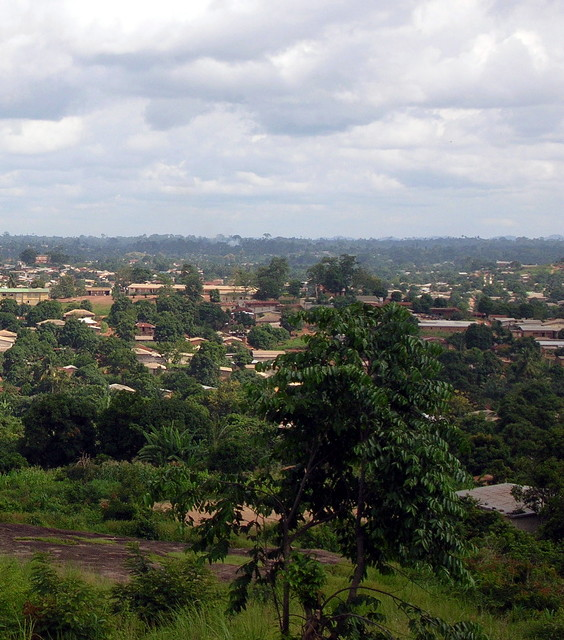
Nzérékoré

Według danych oficjalnych pochodzących z 2013 roku Gwinea posiadała ponad 30 miast o ludności przekraczającej 2 tys. mieszkańców. Stolica kraju Konakry jako jedyne miasto liczyło ponad 1 milion mieszkańców; 6 miast z ludnością 100÷500 tys.; 5 miast z ludnością 50÷100 tys.; 5 miast z ludnością 25÷50 tys. oraz reszta miast poniżej 25 tys. mieszkańców.

## Największe miasta w Gwinei
Największe miasta w Gwinei według liczebności mieszkańców (stan na 01.01.2013):
| L.p. | Miasto       | Region    | Liczba ludności |
| ---- | ------------ | --------- | --------------- |
| 1.   | Konakry      | Konakry   | 1 794 858       |
| 2.   | Nzérékoré    | Nzérékoré | 176 259         |
| 3.   | Kankan       | Kankan    | 164 539         |
| 4.   | Kindia       | Kindia    | 157 776         |
| 5.   | Guéckédougou | Nzérékoré | 129 966         |
| 6.   | Kissidougou  | Faranah   | 108 433         |
| 7.   | Kamsar       | Boké      | 101 040         |
| 8.   | Labé         | Labé      | 81 310          |
| 9.   | Mamou        | Mamou     | 81 256          |
| 10.  | Macenta      | Nzérékoré | 77 776          |

## Alfabetyczna lista miast w Gwinei
(czcionką pogrubioną wydzielono miasta powyżej 1 mln)
- Beyla
- Boffa
- Boké
- Coyah
- Dabola
- Dalaba
- Dinguiraye
- Dubréka
- Faranah
- Forécariah
- Fria
- Gaoual
- Guéckédougou
- Kamsar
- Kankan
- Kérouane
- Kindia
- Kissidougou
- Konakry
- Koubia
- Koundara
- Kouroussa
- Labé
- Lélouma
- Lola
- Macenta
- Mali
- Mamou
- Mandiana
- Nzérékoré
- Pita
- Sangarédi
- Siguiri
- Télimélé
- Timbo
- Tougué
- Yomou